# Саак II Багратуні
Саак II Багратуні (вірм. Սահակ Բ Բագրատունի; д/н —482) — марзпан Перської Вірменії в 481—482 роках.

## Життєпис
Син Тіроца I. У 451 році після смерті батька отримав титул аспета. У 475 Шушанік Маміконян було вбито її чоловіком Варскеном, пітіахшем (володарем) Південного Картлі, який був наверненим до зороастризму. Це спричинило повстання Саака Багратуні і Ваана Маміконяна. Варскена було страчено Вахтангом I, царем Іберії. Саак Багратуні зумів вигнати з Вірменії перські загони на чолі із Арджуром Гушнаспом, захопивши місто Двін. На зборах нахарарів Багратуні було обрано на посаду марзпана, при цьому він фактично став незалежним від Персії. Маміконяна було призначено спарапетом.
У відповідь шах Пероз 482 році відправив військо під орудою Шапура Міхрана, який завдав поразки вірменському війську, де загинув Саак II Багратуні. Ваан Маміконян продовжив боротьбу.

## Меценат
Доручив Мовсесу Хоренаці скласти «Історію Вірменії». В ній автор багаторазово звертається до Саака Багратуні з різного роду поясненнями і заявами, виводячи його рід від біблейного царя Давида.